# HD 210090
HD 210090，又名BD+17 4693，SAO 107676、HR 8436，是一颗恒星，视星等为6.35，位于銀經76.93，銀緯-29.87，其B1900.0坐标为赤經22h 2m 42.9s，赤緯+17° -29.87′ 48″。